# Fruitland Park
Fruitland Park es una ciudad ubicada en el condado de Lake en el estado estadounidense de Florida. En el Censo de 2010 tenía una población de 4.078 habitantes y una densidad poblacional de 227,24 personas por km².

## Geografía
Fruitland Park se encuentra ubicada en las coordenadas 28°51′31″N 81°55′15″O / 28.85861, -81.92083. Según la Oficina del Censo de los Estados Unidos, Fruitland Park tiene una superficie total de 17.95 km², de la cual 15.51 km² corresponden a tierra firme y (13.55%) 2.43 km² es agua.

## Demografía
Según el censo de 2010, había 4.078 personas residiendo en Fruitland Park. La densidad de población era de 227,24 hab./km². De los 4.078 habitantes, Fruitland Park estaba compuesto por el 84.75% blancos, el 9.37% eran afroamericanos, el 0.17% eran amerindios, el 1.52% eran asiáticos, el 0.32% eran isleños del Pacífico, el 1.77% eran de otras razas y el 2.11% pertenecían a dos o más razas. Del total de la población el 7.68% eran hispanos o latinos de cualquier raza.